# Pidhorodnie, Berdîciv
Pidhorodnie (în ucraineană Підгороднє mai devreme Pidhorodne ucraineană Підгородне) este un sat în comuna Skrahlivka din raionul Berdîciv, regiunea Jîtomîr, Ucraina.

## Demografie
Componența lingvistică a localității Pidhorodne
     Ucraineană (98,21%)
     Rusă (1,79%)
Conform recensământului din 2001, majoritatea populației localității Pidhorodne era vorbitoare de ucraineană (98,21%), existând în minoritate și vorbitori de rusă (1,79%).